# Novosuctobelba dentissima
Novosuctobelba dentissima är en kvalsterart som beskrevs av Hammer 1977. Novosuctobelba dentissima ingår i släktet Novosuctobelba och familjen Suctobelbidae. Inga underarter finns listade i Catalogue of Life.